# Clorură de cupru (II)
Clorura de cupru (II) este o sare a cuprului bivalent cu acidului clorhidric cu formula chimică CuCl2. Compusul este solubil în apă și poate fi folosit pentru a demonstra transformarea energiei chimice în energie electrică, prin intermediul unei pile galvanice. Culoarea sa este verde-turcoaz, ca la majoritatea compușilor cuprului, iar aspectul este de cristale aciculare. Ca majoritatea clorurilor, substanța este relativ toxică. 

## Structură
Clorura de cupru (II) bivalentă adoptă o structură dezordonată prezentă și la iodura de cadmiu. Din acest motiv, centrul de cupru este octaedral.  
Clorura de cupru (II) este paramagnetică. De-a lungul istoriei sale, aceasta a fost utilizată în primele măsurători paramagnetice ale electronilor de către Yevgeny Zavoisky, în 1944. 